# Aphthona postmaculata
Aphthona postmaculata es un insecto coleóptero de la familia Chrysomelidae. Fue descrita científicamente por primera vez en 1993 por Medvedev.